# SC Albi
Der Sporting Club Albigeois (kurz SC Albi) ist ein Rugby-Union-Verein aus der französischen Stadt Albi im Département Tarn. Er spielt in der zweithöchsten französischen Liga Pro D2. Die Heimspiele werden im Stadium Municipal ausgetragen.

## Geschichte
Gegründet wurde der SC Albi im Dezember 1906 als allgemeiner Sportverein, in dem auch Tennis und Leichtathletik ausgeübt wurden. Doch schon bald hatte Rugby weit mehr Bedeutung als die anderen Sportarten. 1926 gewann die Mannschaft mit der Pyrenäen-Meisterschaft ihren ersten Titel, im Finale wurde Stade Toulousain geschlagen.
1940 zwang das Vichy-Regime sämtliche Sportvereine in Städten mit weniger als 50.000 Einwohnern dazu, sich zusammenzuschließen. Vichy ging auch konsequent gegen die professionell ausgeübte Sportart Rugby League vor, weshalb der SC Albi und der RC Albi XIII zu Verein Albi Olympique zwangsfusioniert wurden. Ab 1945 gingen beide Vereine wieder ihre eigenen Wege. 1949 stieg der SC Albi in die höchste französische Liga auf.
Die Mannschaft erreichte 1955 das Achtelfinale der Meisterschaft, nachdem sie den renommierten Racing Club de France bezwungen hatte, unterlag dann aber US Romans. Bis in die 1980er Jahre folgte ein beständiger Wechsel zwischen höchster und zweithöchster Liga (Division 1 1961-1970, 1973-75 und 1977-79; Division 2 1957-59, 1970-73, 1975-77, 1979-85). Der einzige nennenswerte Erfolg war 1974 das Erreichen des Achtelfinals der Meisterschaft, das gegen CA Brive verloren ging. Ab 1985 verweilte der SC Albi in der dritten Liga (die heutige Nationale).
2000, 2001 und 2002 stieß der SC Albi bis in das Finale der dritten Liga vor, verlor aber jedes Mal (gegen FC Oloron-Sainte-Marie, US Oyonnax und US Tours). Allerdings standen im Jahr 2002 zwei Aufstiegsplätze für die professionelle Pro D2 zur Verfügung und Albi war zurück in der zweiten Liga. 2006 schaffte die Mannschaft den Aufstieg in die Top 14. Nach zwei Saisons wurde der SC Albi jedoch aus finanziellen Gründen in die Pro D2 zwangsrelegiert. 2008 gelang der sofortige Wiederaufstieg, nach nur einer Saison folgte jedoch wieder der Abstieg.

## Erfolge
- Achtelfinalist Meisterschaft 1955, 1974
- Meister Championnat des Pyrénées 1926

## Bekannte ehemalige Spieler
- Pierre Danos
- Charles-Antoine Gonnet
- Bernard Momméjat
- Morgan Williams (Kanada)

## Sonstiges
Prominentestes Vereinsmitglied war der französische Staatspräsident Georges Pompidou. Am 12. Mai 1969, einen Monat vor seiner Amtseinsetzung, nahm er das Angebot des Vereins an, als Ehrenpräsident zu amtieren. Er zahlte den jährlichen Mitgliederbeitrag bis zu seinem Tod im Jahr 1974.